# Femme (LGBT)

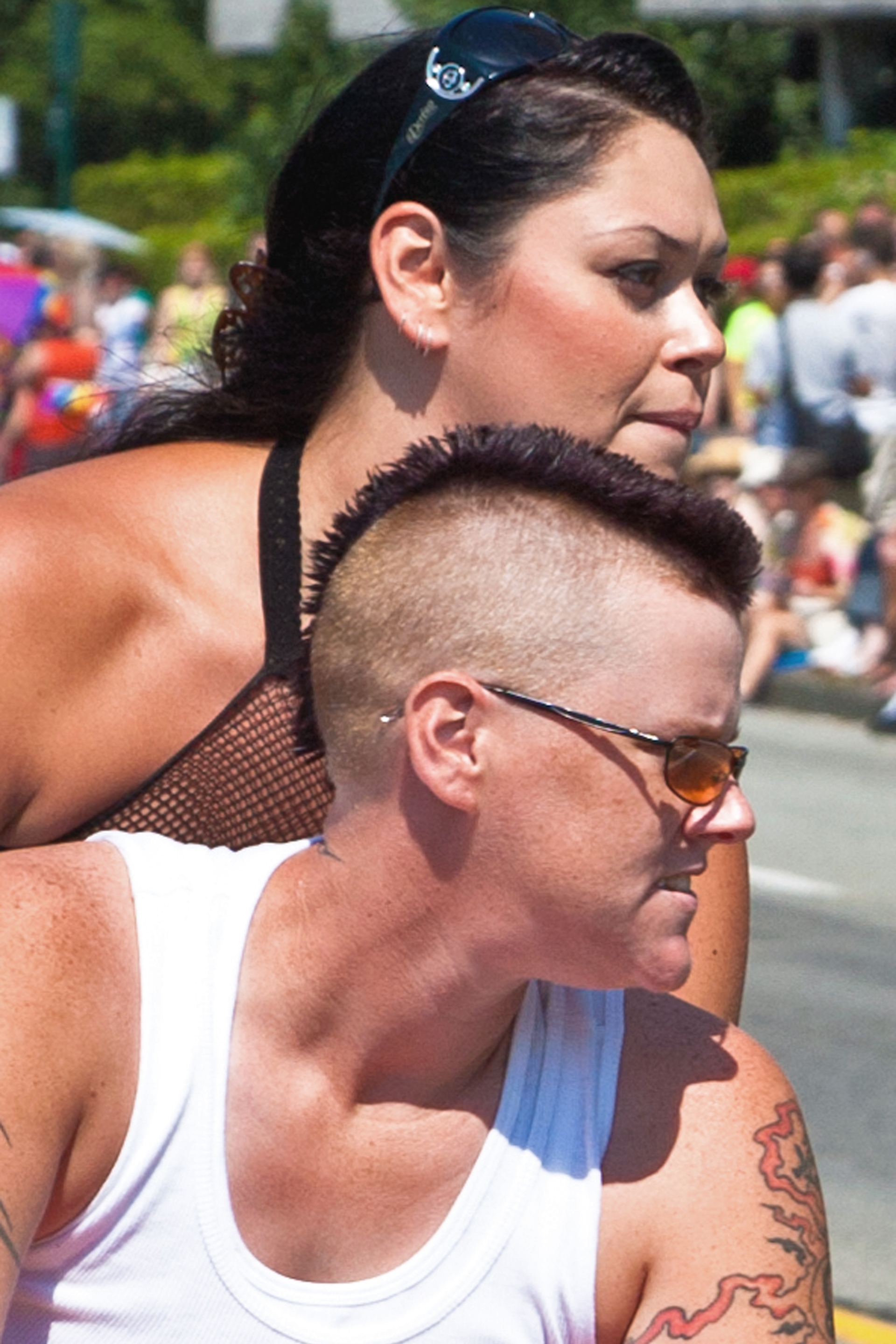
Donna con taglio di capelli da mascolina, parata del pride di Vancouver del 2009

Il termine femme viene spesso usato per indicare una donna lesbica con atteggiamenti e abbigliamento prettamente femminili, generalmente in contrapposizione alla butch, una donna lesbica con atteggiamento e abbigliamento maschili.
Sebbene comunemente visto come un termine lesbico, esistono anche significati alternativi della parola con alcuni individui non lesbiche che usano la parola, in particolare alcuni uomini gay e bisessuali. Anche alcuni individui non binari e transgender si identificano come lesbiche usando questo termine.
Fortemente associato alla storia e alla cultura lesbica, femme è stato utilizzato tra le lesbiche per distinguere le lesbiche tradizionalmente femminili dalle loro controparti e partner lesbiche butch (cioè mascoline). Derivato dalle comunità lesbiche americane dopo la seconda guerra mondiale, quando le donne entrarono nel mondo del lavoro, l'identità divenne una caratteristica della cultura dei bar lesbici della classe operaia degli anni '40-'50. Negli anni '90, il termine femme era stato adottato anche dalle donne bisessuali.

## Cultura dagli anni '40 agli anni '60
Le studiose Heidi M. Levitt e Sara K. Bridges affermano che i termini butch e femme derivano dalle comunità lesbiche americane degli anni '40-'50 dopo la seconda guerra mondiale "quando le donne entrarono nel mondo del lavoro e iniziarono a indossare pantaloni, creando la possibilità per lo sviluppo di un'estetica butch e di un'espressione di genere all'interno delle comunità di donne gay". Affermano che "la cultura butch-femme ha reso visibili le lesbiche per la prima volta".
La studiosa di lesbiche femme Joan Nestle descrive l'identità lesbica femme come sottorappresentata nei documenti storici, con le donne femme spesso attaccate per essersi spacciate per eterosessuali e accusate di imitare l'eteronormatività per essersi accoppiate con un partner butch. Nel testo di Nestle sull'identità femme, "The Femme Question", sfida questa credenza comune affermando che le relazioni butch-femme sono "piene di un linguaggio profondamente lesbico di posizione, abbigliamento, gesti, amore, coraggio e autonomia". Arlene Istar Lev sostiene che attraverso la loro appropriazione sovversiva di ruoli di genere eteronormativi, queste identità erano considerate "complesse affermazioni erotiche e sociali" radicate in "identità erotiche di genere". Nestle afferma di aver dichiarato pubblicamente l'amore omosessuale tra donne in un periodo in cui non esisteva alcun movimento di liberazione a sostenerle o proteggerle, e aggiunge che "in particolare negli anni '50, le coppie butch-femme erano le guerriere in prima linea contro il bigottismo sessuale. Poiché erano così visibili, soffrivano il peso della violenza di strada. L'ironia del cambiamento sociale ha fatto sì che una dichiarazione radicale, sessuale e politica degli anni '50 apparisse oggi come un'esperienza reazionaria e non femminista".

## Anni '70 e '80 e il rifiuto dellafemmedurante il femminismo lesbico
Il femminismo lesbico ha visto un rifiuto della dinamica butch-femme e quindi dell'identità femme. Durante l'emergere del femminismo lesbico, le lesbiche femme sono state accusate da importanti figure femministe lesbiche di scimmiottare gli standard di bellezza patriarcali per indossare abiti femminili tradizionali. La poetessa e attivista femminista lesbica nera Audre Lorde ha scritto in Tar Beach che "il gioco di ruolo butch e femme era l'esatto opposto di ciò che pensavamo fosse essere gay: l'amore per le donne".
Molte donne bisessuali attive anche nella comunità lesbica si sono sentite pressate a identificarsi come "lesbiche", con conseguente cancellazione della bisessualità come fattore nella storia delle identità femminili. Ciò è ulteriormente influenzato dal fatto che le comunità bisessuali e il movimento bisessuale correlato non si sono formalizzati fino agli anni '70.

## Espansione dell'identità femminile negli anni '90 e nei primi anni del 21º secolo

### Generale

Bandiera lesbica rosa con colori derivati dalla bandiera lipstick lesbian.

Durante gli anni '90 e l'emergere dell'identità lesbica "del rossetto" nel mainstream (lipstick lesbian, un termine gergale per indicare una lesbica che esibisce una grande quantità di attributi di genere femminile, come indossare trucco, abiti o gonne e avere altre caratteristiche associate alle donne), femme è diventato un termine onnicomprensivo per descrivere una lesbica "femminile". Citando una ricerca degli anni '90, Levitt e Bridges hanno affermato che i termini butch e femme "hanno iniziato a infiltrarsi nelle comunità bisessuali e le donne hanno iniziato a scrivere delle loro esperienze come femme bisessuali", ma anche che "sono state condotte pochissime ricerche empiriche sull'espressione e l'esperienza dell'espressione di genere e dell'identità di genere nelle donne bisessuali".
Con l'espansione dell'identità femminile, le differenze di attrazione sessuale tra butch e femme hanno iniziato a essere analizzate. Gli studiosi Cheris Kramarae e Dale Spender hanno scritto: "La diversità femminile si manifesta anche nell'arena sessuale. Poiché molte femme possono essere attratte esclusivamente dalle butch, alcune sono attratte da altre femme e altre ancora sono attratte anche dagli uomini e si considerano bisessuali". Alcune ricerche hanno indicato che le butch hanno maggiori probabilità di essere esclusivamente lesbiche, mentre le femme sono talvolta bisessuali. Nel 2005, una ricerca preliminare condotta da Levitt e Bridges ha indicato che le lesbiche hanno maggiori probabilità di identificarsi come butch e di avere un'espressione di genere più maschile rispetto alle donne bisessuali. Il 4,5% delle donne bisessuali da loro studiate si identificava come butch rispetto al 30,1% delle lesbiche che lo facevano. Le lesbiche erano più attratte sessualmente dalle donne le cui espressioni di genere contrastavano le loro, e le donne bisessuali erano più attratte sessualmente da quelle le cui espressioni di genere erano più simili alle loro. Levitt e Bridges hanno teorizzato che "questa scoperta potrebbe essere in parte dovuta alle diverse estetiche che sono disponibili e popolari all'interno delle comunità lesbiche e bisessuali".
Il termine femme è stato anche utilizzato per riferirsi a persone non conformi al genere che non si identificano come lesbiche o a persone transgender o non binarie. Nel 1994, Kate Bornstein ha raccontato la propria esperienza come persona non conforme al genere che è una femme lesbica nel suo libro Gender Outlaw. Elogiando la pubblicazione di Persistence: All Ways Butch and Femme di Ivan Coyote nel 2011, Bornstein ha affermato: "La dinamica butch/femme è un binario consapevole e amorevole di desiderio e fiducia... è una danza di amore e romanticismo fuorilegge. Butch e femme condividono un senso di tribù, famiglia allargata e parentela, indipendentemente da quale possa essere il nostro genere". Dalla fine degli anni 2010, influenzati dall’emergere della cultura queer e transgender su siti come Tumblr, Everyday Feminism e Autostraddle, il termine femme è stato ampliato per descrivere le persone femminili in tutte le categorie di genere e sessualità, tra cui donne eterosessuali, uomini cisgender e persone transfemminili.
La concezione queer postmoderna di femme è una persona identificata come femme che non sempre si veste o agisce in un modo "tradizionalmente femminile" (ovvero un'estetica femminile, come indossare trucco, tacchi e numerosi accessori), ma che esprime l'identità femme attraverso comportamenti, interazioni e visioni politiche associate al femminile. Piuttosto che un'identità erotica radicata nella cultura delle donne lesbiche, la femme queer è stata riformulata in un'identità politica che include tutti coloro che desiderano identificarsi con essa, presentandosi come femminili o meno. Man mano che la femme si è spostata nel mainstream, è stata anche collegata a nozioni di lavoro emotivo, stregoneria e auto-potenziamento.
Sulla base dell'interpretazione di femme come descrizione di una persona (non necessariamente una donna) che si presenta in modo femminile, a volte viene utilizzata l'espressione "donne e femmes", ma è stata criticata perché confonde due diverse categorie di identità.
Femme è stato anche utilizzato per descrivere una forma di femminismo contemporaneo che rifiuta il binarismo di genere e riconosce che gli individui possono rientrare in qualsiasi punto dello spettro di genere, con la conseguente possibilità di essere senza genere, fluidi di genere, femme o maschili di centro. Spesso usando la frase "donne e femme", i seguaci di questa definizione di femme credono che la misoginia sia usata non solo contro le donne per infliggere violenza teorica e fisica, ma principalmente contro tutte le persone femminili. Collegando la violenza maschile cisgender alla mascolinità tossica, credono che il patriarcato non solo influenzi negativamente le persone identificate come donne, ma anche gli uomini.
Molte voci di spicco identificate come donne nei media tradizionali tendono ad essere individui transfemminili e/o non binari. Il termine femme è anche essenziale per la cultura delle sale da ballo attraverso i termini butch queen e femme queen, che denotano rispettivamente un uomo gay e una donna transgender.

### Uso di femme da parte delle donne bisessuali
Negli anni Novanta, il termine femme era stato adottato anche dalle donne bisessuali. Citando una ricerca di quegli anni, Levitt e Bridges hanno affermato che i termini butch e femme "hanno iniziato a infiltrarsi nelle comunità bisessuali e le donne hanno iniziato a scrivere delle loro esperienze come femme bisessuali", ma anche che "sono state condotte pochissime ricerche empiriche sull'espressione e l'esperienza dell'espressione di genere e dell'identità di genere nelle donne bisessuali".
Tuttavia, è stato anche sostenuto da attivisti bi+ e altri attivisti queer che poiché il termine bisessuale è relativamente più recente di lesbica, e il termine bisessuale come orientamento sessuale ha iniziato a prendere forma solo a metà del XIX secolo, le donne bisessuali storicamente un tempo facevano parte della comunità lesbica e quindi usavano il termine femme come sottogruppo di lesbiche. Questa argomentazione postula che l'affermazione secondo cui solo le donne senza attrazione per gli uomini si sono identificate come femmes è astorica.
Mentre oggi c'è un consenso comune sul fatto che il termine lesbica si riferisca alle donne che provano attrazione esclusivamente verso le donne e le femmes, il termine ha portato con sé varie implicazioni mutevoli e interpretazioni espansive nel corso della storia, in particolare con l'ascesa del lesbismo politico nel 1979.
Pertanto, l’adozione del termine femme da parte dei bisessuali negli anni ’90 è considerata da alcuni come una riadozione da parte di una parte della stessa comunità in seguito alla distinzione tra lesbiche e donne bisessuali e al movimento separatista lesbico degli anni ’70.

### Identità femminili online
I teorici hanno utilizzato l'estetica per analizzare e affrontare l'evoluzione della parola "femme" nel corso del XXI secolo. La teorica delle femme Andi Schwartz utilizza confronti tra associazioni moderne e storiche dell'identità femme per delineare la "teoria delle femme morbide". Afferma che tra la metà e la fine del XX secolo, "femme" veniva utilizzata per descrivere donne ruvide e toste. Oggi, tuttavia, soprattutto sui social media, la parola "femme" viene utilizzata per descrivere il tropo della "ragazza morbida e triste" che si vede comunemente online e nelle mode di tendenza. Mentre Schwartz offre una critica di questa estetica e della cancellazione delle identità femme pre-internet, considera anche come "l'esecuzione della morbidezza" come identificatore della femminilità, sia online che offline, possa essere efficace nel trasgredire le norme di genere egemoniche.

#### Uso di fem(me) da parte di uomini gay
Dagli anni '70 agli anni '90, la cultura gay maschile includeva la frase "No Fats, No Femmes", e che persiste nella cultura degli appuntamenti queer oggi. Limitati dalle limitazioni dei caratteri sulle app di incontri gay come Grindr e Scruff, "fem", "femm" e "femme" sono usati come abbreviazione di femminile. L'onnipresente frase "No Fats, No Fems", che indica che un utente non vuole essere contattato da uomini di una certa taglia o uomini femminili, è stata contestata da alcuni nella comunità gay per aver perpetuato ideali di bellezza omonormativi. "Fem" è usato come descrittore dell'aspetto o dei manierismi di una persona.

#### Discorso online sulle alternative bisessuali a femme
In parte in risposta alla controversia emersa riguardo a quali comunità hanno il diritto di usare femme come identità personale, così come nei recenti sforzi per ritagliarsi identificatori bisessuali unici, sono stati proposti termini bi come equivalenti a butch e femme tra le altre espressioni e presentazioni di genere. Ciò è emerso in gran parte nel 2016 sul sito di social media e blogging Tumblr. Il termine coniato per una donna bisessuale femminile è "doe", mentre "stag" significa mascolinità e "tomcat" rappresenta androginia.
Tuttavia, questo gergo specifico bisessuale non ha mai preso piede quanto i più noti “butch” e “femme”, persino all’interno della stessa comunità bisessuale, e sarebbe difficile trovare un bisessuale che si identifichi come tale offline. Questi neologismi sono rapidamente caduti in disgrazia presso alcuni membri della comunità bisessuale nel discorso online, in particolare tra le donne di colore e altre BIPOC, poiché molti hanno trovato i termini basati sugli animali degradanti, disumanizzanti e storicamente carichi di significato.

## Cancellazione della donna lesbica
I concetti queer contemporanei di femme sono stati contestati dalle lesbiche che usano ancora il termine basandosi sul suo significato originale. Con preoccupazione per la cancellazione della cultura e della storia lesbica, è stato sostenuto che prendere un termine da una società già emarginata è una forma di appropriazione misogina che sottovaluta le identità lesbiche, la storia e l'autonomia delle donne di autoidentificarsi al di fuori delle strutture patriarcali.
Nel suo articolo, Femme Theory: Refocusing the Intersectional Lens, la teorica femme Rhea Hoskin offre un quadro intersezionale della teoria femme e affronta le capacità delle femminilità sovversive. Utilizza una lente intersezionale per affrontare il discorso che circonda la femme-fobia e i modi in cui questo problema non viene preso sul serio come una forma di oppressione all'interno della comunità queer e in particolare negli spazi queer femministi accademici.